# دوینگه‌لو
دوینگه‌لو (به هلندی: Dwingeloo) یک منطقهٔ مسکونی در هلند است که در وسترفلد واقع شده‌است. دوینگه‌لو ۰٫۹۵ کیلومتر مربع مساحت و ۲٬۴۳۰ نفر جمعیت دارد.